# Dibaj
Dibaj (farsi دیباج) è una città dello shahrestān di Damghan, circoscrizione Centrale, nella provincia di Semnan in Iran. Si trova 55 km a nord di Damghan nel cuore dei monti Elburz. Anticamente era parte di 4 villaggi (Qaleh, Varzan, Zardavan e Amin Abad) chiamati Chahardeh (chahar significa "quattro" e deh "villaggio")
I più importanti prodotti del luogo sono: noci, mele, ciliegie, amarene e albicocche. Vi è anche un'industria per lo stampaggio in alluminio.